# Sertularella hermanosensis
Sertularella hermanosensis är en nässeldjursart som beskrevs av El Beshbeeshy 1991. Sertularella hermanosensis ingår i släktet Sertularella och familjen Sertulariidae. Inga underarter finns listade i Catalogue of Life.